# Nevio Wendt
Nevio Wendt (* 29. Dezember 2006) ist ein deutscher Schauspieler.

## Leben
Im Jahr 2017 hatte Wendt seinen ersten Auftritt in der TV-Serie Inga Lindström in der Rolle des Benni Berggren. Danach folgte die Rolle des Tom in Rocca verändert die Welt. Von 2020 bis 2021 spielte Wendt in der Fernsehserie Rote Rosen die Rolle des Sascha Petrenko. 2021 setzte sich Wendt bei einem bundesweiten Casting als Peter Shaw in dem Film Die drei ??? – Erbe des Drachen durch und ist seit 2023 in den Kinos zu sehen.
Wendt wohnt in Buchholz in der Nordheide.

## Filmografie
- 2017: Inga Lindström
- 2019: Rocca verändert die Welt
- 2020–2021: Rote Rosen
- 2023: Die drei ??? – Erbe des Drachen
- 2025: Die drei ??? und der Karpatenhund[7]